# Politique étrangère des États-Unis

Carte des postes diplomatiques américains à l'étranger, en 2003.

La politique étrangère des États-Unis (en anglais : foreign policy of the United States ou United States foreign policy) est la politique étrangère menée par les États-Unis vis-à-vis des États tiers et du système multilatéral mondial.
Elle constitue le résultat d'un processus d'élaboration complexe, fait de débats contradictoires tranchés par des arbitrages. D'autre part, le système constitutionnel américain prévoit une distribution précise des pouvoirs (checks and balances), ce qui donne aux différents acteurs (présidence, administration, Congrès, Cour suprême ou société civile) un pouvoir capable d'influer de façon très différenciée sur l'élaboration de la politique étrangère des États-Unis. Certains fondamentaux de la politique extérieure des États-Unis sont cependant présents depuis leur création. La prise de décision est partagée entre le pouvoir exécutif et le pouvoir législatif, sous la supervision du pouvoir judiciaire. Les deux subissent l'influence de la société civile (groupes de pression, électorats et think tank).

## Les acteurs de la politique étrangère américaine

### Compétences du législatif et de l'exécutif
Le secrétaire d'État est à la tête du département d'État des États-Unis. Il est chargé de représenter la diplomatie américaine ; actuellement, Marco Rubio occupe le poste.
Le principe de séparation des pouvoirs voulu par les Pères fondateurs des États-Unis les conduit à tenter de créer « deux branches vigoureuses, actives et combatives en leur octroyant, dans le domaine de la politique étrangère, des rôles significatifs se chevauchant l'un l'autre ».
La constitution fixe en principe au Congrès le rôle prédominant en politique étrangère (article 1 section 8 de la Constitution des États-Unis). Cependant, les pouvoirs du président ont été ré-affirmés à de nombreuses reprises par la Cour suprême, qui dès les années 1930 admettaient par exemple la validité des sole executive agreements, c'est-à-dire d'accords signés par le seul président avec une puissance étrangère, contrairement aux traités qui requièrent l'approbation du Sénat.
En plus des pouvoirs généraux du Congrès s'appliquant aussi à la politique extérieure, il lui appartient en effet : du point de vue diplomatique : réglementer le commerce extérieur, définir et punir les crimes commis en haute mer ; du point de vue militaire : assurer une défense commune, lever et entretenir les armées et déclarer la guerre. En application du mécanisme des poids et contre-poids (check and balance) régissant la séparation des pouvoirs aux États-Unis, le Sénat doit ratifier les traités à la majorité des 2/3 et confirmer les nominations à la majorité simple.
Si le fait que le président soit le symbole de l'unité nationale tend à renforcer son ascendance dans le domaine de la politique étrangère, il demeure que le Congrès a également su reprendre la main dans de nombreuses circonstances (face à Nixon pendant la guerre du Viêtnam, face à Reagan pour sa politique au Nicaragua, etc.) comme pendant de longues périodes (Entre-deux-guerres, après-Viêtnam, etc.). Son pouvoir budgétaire et dans les affaires économiques reste prédominant. Et plus encore, il a parfois refusé de ratifier des traités pourtant signés par le président, et qui s'avéraient déterminant sur la scène internationale (Traité de la SDN par exemple, et malgré les efforts du président Wilson).

### Mécanismes de prise de décision
Le rôle du département d'État est de mener la diplomatie officielle des États-Unis. Son budget est relativement faible (1 % du budget fédéral contre 16 % au département de la défense par exemple).
Avant la Seconde Guerre mondiale, le département d'État constitue l'administration dominant la politique étrangère. Jusqu'en 1968, il prend encore de l'importance, à mesure de l'accroissement de l'intervention des États-Unis dans les affaires mondiales. À partir de cette date, il est de plus en plus concurrencé par d'autres administrations, notamment le département de la Défense et le conseil de sécurité nationale et connaît une certaine perte d'influence.
Le département de la Défense des États-Unis a profité de la période de la guerre froide pour devenir un acteur essentiel de la politique étrangère.

## Approche géographique

### En Europe

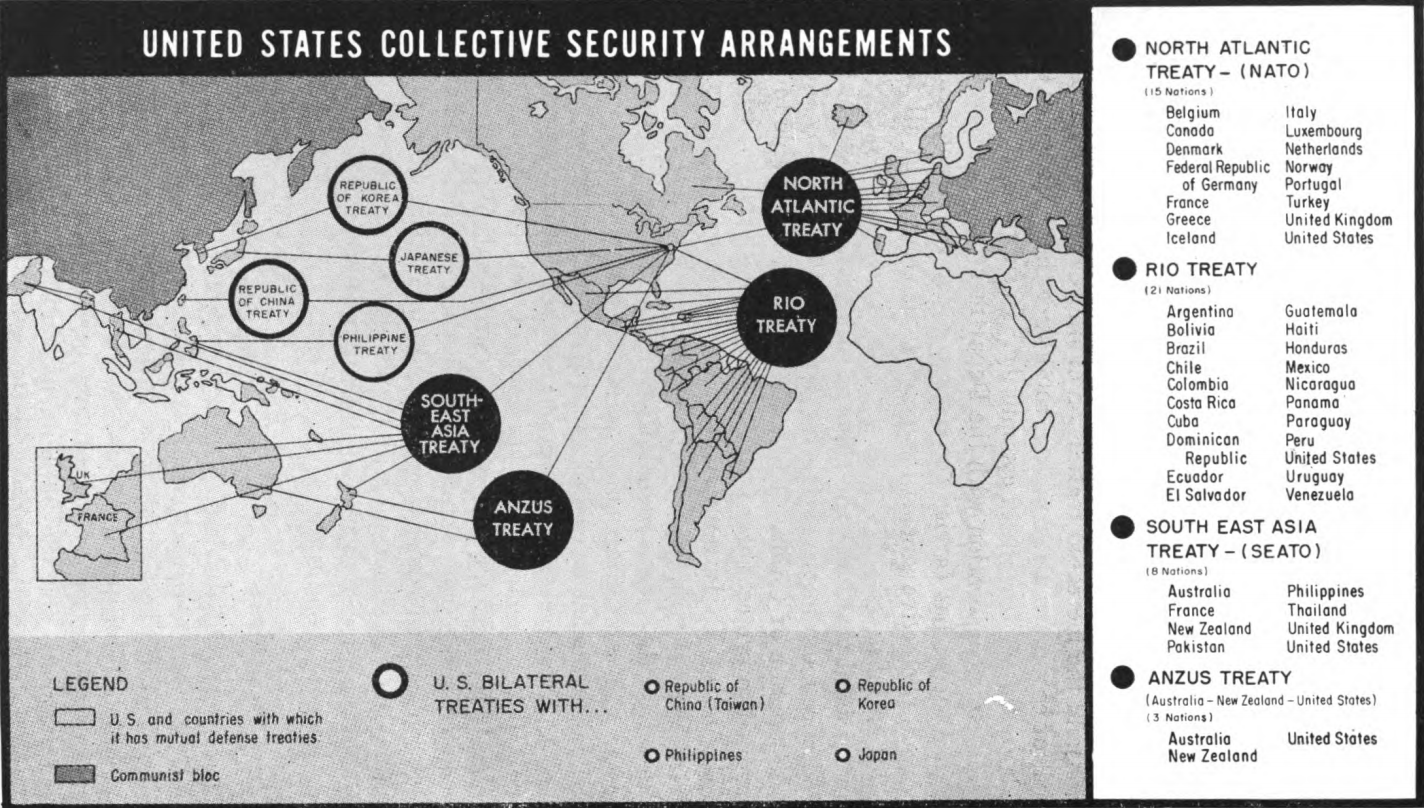
Carte des différents accords de sécurité conclus entre 1947 et 1959 par les États-Unis : le traité de l'Atlantique nord pour l'Europe, le traité de Rio pour l'Amérique du Sud, le traité de l'Asie du Sud-Est pour l'Asie et le traité de l'ANZUS pour l'Océanie.

Du fait de la doctrine Monroe, le gouvernement américain ne s'implique pas dans les affaires européennes jusqu'en 1905, date à laquelle le président Theodore Roosevelt offrit sa médiation pour arrêter la guerre russo-japonaise, cela aboutissant au traité de Portsmouth.
L'implication des États-Unis pendant la Première Guerre mondiale commence en 1917 tout en commerçant bien davantage avec les pays de la Triple-Entente qu'avec l'Allemagne impériale et ses alliés (l’Entente emprunte 2,3 milliards de dollars alors que les banques américaines ne prêtent que 26 millions aux puissances centrales). La guerre sous-marine à outrance et les désastreuses initiatives allemandes tels des sabotages d'usines d'armement sur le sol américain et le télégramme Zimmermann font basculer l'opinion publique et le 6 avril 1917, le congrès des États–Unis déclarent la guerre à l'Allemagne impériale en tant que « puissance associée » à l'Entente.

#### Indépendance du Kosovo

Pays dans le monde ayant reconnu le Kosovo.

L'administration Bush reconnaît l'indépendance du Kosovo le 18 février 2008,, sans l'accord de l'ONU et de son Conseil de sécurité. 64 autres États, la plupart alliés des États-Unis, avaient auparavant fait de même. Cependant, les États-Unis auraient poussé la Slovénie à faire de même, selon la presse slovène,, l'Allemagne de Angela Merkel ayant reconnu le Kosovo, ce que dénonce l'ancien chancelier Gerhard Schröder. En avril 2010, l'Argentine déclare qu'elle a résisté aux pressions américaines, qu'ils l'auraient poussé à une reconnaissance du Kosovo. le Kosovo n'est toujours pas reconnu par l'ONU. La décision des États-Unis est soutenue par ses alliés européens, à l'exception de la Grèce et de l'Espagne, la Slovaquie et la Roumanie (pays tous membre de l'OTAN).

### Avec la Russie
Souhaitant en début de son mandat remettre à 0 (reset) les relations russo-américaines et rallier Moscou à la cause anti-chinoise, Barack Obama doit néanmoins composer avec le Congrès et les agences fédérales (CIA, Pentagone) partisans d'un endiguement de la Russie et d'un contrôle direct sur les États voisins (Pays baltes, Ukraine, Géorgie) par le biais de l'OTAN. L'affaire Snowden et la révolution ukrainienne de février 2014 compliquent ces relations, la Russie accusant les agences américaines d'avoir joué un rôle déclencheur dans les événements ukrainiens. Quand les régions de l'Est du pays se révoltent contre le pouvoir central, Vladimir Poutine est accusé d'encourager un soulèvement pro-russe. La crise de Crimée et le référendum qui la suit sont sévèrement condamnés par le gouvernement américain, le président russe, de son côté, ne manquant pas de rappeler l'antécédent du Kosovo. Barack Obama décide de répondre par une politique de sanctions économiques imposées à la Russie et suivie par ses alliés européens.

### En Amérique latine
Depuis le XIXe siècle, l'Amérique latine est une préoccupation majeure de la politique étrangère des États-Unis. La doctrine Monroe de 1823 en fait une zone réservée associant interventionnisme et isolationnisme. Tout acte d'intervention européen vers l'Amérique latine sera considéré comme un acte d'hostilité envers la jeune République. Au cours du XIXe siècle, le rôle de « gendarme » de l'Amérique se développe. Il légitime la guerre hispano-américaine de 1898 déclenchée par l'insurrection cubaine contre le colonisateur espagnol ainsi que diverses interventions militaires (Doctrine du Big Stick) jusqu'à la doctrine du bon voisinage de Franklin Roosevelt qui modère celle-ci.

#### Pendant la guerre froide
Au lendemain de la Seconde Guerre mondiale, la politique étrangère américaine en Amérique latine n'est pas épargnée par l'affrontement avec l'URSS qui justifie d'une manière nouvelle la suprématie américaine. Le traité de Rio (ou pacte de Rio) du 2 décembre 1947 stipule : « Toute attaque armée contre un État américain sera considérée comme une attaque contre les autres États américains. » Le 30 avril 1948, la charte de Bogota crée l'Organisation des États américains (OEA) qui regroupe tous les États du continent sauf le Canada. Dès 1942, l'Organisation interaméricaine de défense préparait une certaine coopération militaire américaine, tandis que la coopération policière internationale est organisée par l'Office of Public Safety (en) de 1957 à 1974. En 1962, Cuba, devenu communiste, est exclu de l'OEA, tandis que le Canada attendra 1980 pour la rejoindre.

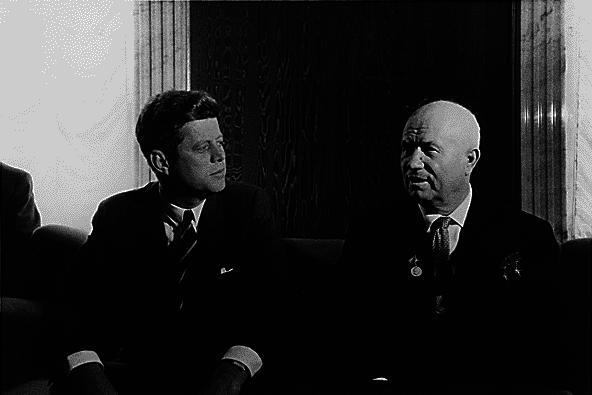
Rencontre de Kennedy et de Nikita Khrouchtchev à Vienne, en 1961.

Les années 1959-1962 marquent une rupture dans la politique américaine vis-à-vis de l'Amérique latine. Elle doit s'adapter à la présence d'un État pro-soviétique, Cuba, à sa porte. Les relations deviennent vite tendues, malgré la tentative de médiation du président argentin Arturo Frondizi, avec le fiasco du débarquement de la baie des Cochons en avril 1961 puis l'embargo à partir de février 1962. En octobre 1962, la tension monte lors de la crise des missiles, qui marque la limite de la coexistence pacifique entre les deux blocs. La résolution de cette crise conduit à la détente entre les deux superpuissances, cependant, les leçons de cette crise n'ont pas été tirées et le droit d'attaquer un pays possédant l'arme nucléaire reste de mise.
Entre 1961 et 1965, les États-Unis cherchent à se donner une image de générosité en lançant l'Alliance pour le progrès, programme qui fait partie de la doctrine Kennedy, et prévoit 20 milliards de dollars d'aide en 10 ans et le soutien aux réformes agraires. Mais le Congrès rogne les dépenses et l'énergie des Américains est vite absorbée par la guerre du Viêtnam. De plus, ce volet d'aide économique est lié à une coopération militaire renforcée qui dépasse nettement les simples traités bilatéraux d'assistance militaire, signés dans le cadre du Mutual Security Act (en) de 1951. À l'exception du Guatemala, où Jacobo Arbenz Guzmán est renversé en 1954 par la CIA, « l'Amérique latine n'est pas », jusqu'à Kennedy, « une zone à haute priorité défensive ». Avec le tournant Kennedy-Mc Namara de 1962, « la sécurité intérieure et la lutte antisubversive se substituent à la politique commune de défense contre une agression extérieure » (A. Rouquié, 1982). L'aide militaire s'institutionnalise davantage, mettant l'accent sur l'anticommunisme et l'« action civique », en vue de « convertir des armées de défense hémisphériques en forces de l'ordre intérieur mobilisées contre la subversion communiste ». Les programmes d'assistance militaire (PAM), dont l'École des Amériques n'était qu'un chaînon, étaient coordonnées par le Southern Command, transféré au Panama en 1963.
Bien que parfois surévaluée, la « diplomatie du relais militaire » a pu servir comme « substitut à l'intervention directe des États-Unis », par exemple lors du renversement de João Goulart au Brésil (1964), soutenu par Washington (opération Brother Sam), ou d'Allende au Chili (1973). En poste à Brasilia, l'ambassadeur Lincoln Gordon reconnaissait alors que l'assistance militaire avait été « un élément important pour influencer dans un sens pro-US les militaires brésiliens ». La dictature brésilienne (1964-85) diffuse en Amérique latine la doctrine de sécurité nationale du Pentagone. L'année suivante, l'occupation de la République dominicaine par les États-Unis, pour réprimer un soulèvement d'officiers progressistes, marque la fin de l'Alliance pour le progrès. L'agent du FBI Dan Mitrione se rend en Uruguay en 1969 pour le compte de l'Office of Public Safety; accusé d'enseigner la torture à la police locale, il est enlevé par les Tupamaros, scène peinte dans le film État de siège (1972) de Costa-Gavras.
Dans les années 1970, malgré la publication, en 1971, des Pentagon Papers, qui conduisent à un credibility gap (en), le président Nixon et son conseiller Kissinger poursuivent une politique agressive à l'égard de l'URSS et des régimes assimilés, à tort ou à raison, avec Moscou. Ainsi, beaucoup soupçonnent Washington d'avoir accordé au minimum un blanc-seing à l'opération Condor mise en place par les dictatures latino-américaines à partir de 1976, qui conduit à la disparition forcée de milliers d'opposants dans le cadre de la « guerre sale ». La doctrine Nixon conduit toutefois à un désengagement relatif de la présence militaire américaine à l'étranger, remplacée par un interventionnisme plus discret.

Le président Nixon rencontre le président du Parti communiste chinois Mao Zedong en 1972.

La visite de Richard Nixon en Chine en 1972 est une étape importante dans le processus de normalisation des relations diplomatiques entre les États-Unis et la république populaire de Chine. Il constitue la première visite d'un président des États-Unis dans ce pays qui considérait alors les États-Unis comme l'un de ses principaux adversaires.
Entre 1977 et 1981, le président Jimmy Carter tente de modifier la politique étrangère de son pays. Il reconnaît la participation de la CIA dans le coup d'État de Pinochet au Chili en 1973[réf. nécessaire]. Il établit un lien entre l'aide américaine et le respect des droits de l'homme dans les pays bénéficiaires provoquant l'exaspération de la junte brésilienne alors au pouvoir. Le 7 septembre 1977, il signe les traités Torrijos-Carter organisant le transfert progressif de la souveraineté du canal de Panama au Panama. En 1979, il abandonne le soutien au dictateur du Nicaragua, Anastasio Somoza Debayle, permettant l'accès au pouvoir du Front sandiniste de libération nationale pro-communiste.
Les années de présidence de Ronald Reagan sont marquées par l'opposition résolue à l'expansion communiste dans le Tiers-Monde, la doctrine Kirkpatrick et la doctrine Reagan justifiant ouvertement le soutien aux dictatures militaires. Cela se traduit en Amérique centrale par la volonté d'étouffer le régime sandiniste au Nicaragua (financement de Contras qui aboutit à l'Irangate lors du second mandat de Reagan), par l'encouragement à l'installation d'un régime démocratique au Salvador en pleine guerre civile. Reagan nomme John Negroponte au Honduras, en proie aux escadrons de la mort, tandis que Washington reprend en main l'opération Charly, par laquelle la junte argentine exportait la doctrine de contre-insurrection à l'Amérique centrale. En 1983, l'invasion de la Grenade renverse le gouvernement marxisant de Maurice Bishop. En 1984, les ports nicaraguayens sont minés. Après une plainte de cet État auprès de la Cour internationale de justice, les États-Unis sont condamnés le 27 juin 1986 (cas Nicaragua contre États-Unis).
La guerre des Malouines plonge la diplomatie américaine dans l'embarras. Soit elle est fidèle à la doctrine Monroe et considèrent que les généraux argentins ont eu raison d'envahir les Iles Falklands, reliquat de l'Empire colonial britannique, le 2 avril 1982 ; soit elle soutient son plus fidèle allié, le Royaume-Uni face à l'agression argentine. Les tentatives de médiation américaines échouent. L'expédition militaire pour reconquérir les Falklands bénéficie d'un soutien logistique américain déterminant.

#### Depuis la fin de la guerre froide: la «guerre contre la drogue»
Au cours des années 1980, la consommation de stupéfiants devient de plus en plus un enjeu politique important, menant à la « guerre contre la drogue », une politique prohibitionniste stricte, accompagnée de mesures pénales sévères, les peines plancher, qui mènent à une explosion de la population carcérale. Outre l'aspect judiciaire intérieur, cette politique possède aussi un versant extérieur, le trafic de drogues étant contrôlé par différents cartels, dont le Cartel de Medellín. À peine un an après la chute du mur de Berlin, la politique prohibitionniste de Washington fournit le prétexte de l'opération Juste Cause (décembre 1990), une invasion du Panama afin de capturer Manuel Noriega, le dictateur local, inculpé de trafic de stupéfiants, mais ancien allié des États-Unis. Washington met par ailleurs sur pied un programme de surveillance militaire navale destiné à arraisonner les navires transportant de la drogue, qui culmine dans l'édification du Joint InterAgency Task Force-South, réunissant plusieurs forces militaires (États-Unis, Colombie, Venezuela, France, etc.), qui surveille l'Atlantique, les Caraïbes et le Pacifique.
Outre l'intervention militaire directe, les États-Unis frappent aussi de sanctions économiques les États « certifiés », c'est-à-dire qui ne montrent pas leur bonne volonté à lutter contre le trafic de drogue sur leur territoire. C'est le cas de la Colombie dans les années 1990, le président Andrés Pastrana mettant en place, en 1998, avec l'accord de Bill Clinton, le plan Colombie visant à l'éradication des cultures de coca. Celui-ci comprend un volet de coopération militaire et policière, les agents de la DEA en particulier étant présents sur le terrain. La DEA s'oppose parfois à la CIA sur le terrain, ainsi au Pérou: la DEA, qui a connaissance dès 1996 des activités de narcotrafic de Vladimiro Montesinos, le chef des services secrets du président Fujimori, par ailleurs payé par la CIA, l'emporte alors contre l'agence rivale, ce qui marque la chute de Montesinos, causée en partie par son implication dans une vente d'armes à destination des FARC colombiens. Outre la Colombie et le Pérou, les États-Unis sont aussi présents en Bolivie, qui était devenu un important producteur de cocaïne sous la dictature de Luis García Meza Tejada (1980-81).
Cette politique n'est pas sans susciter une certaine opposition des États d'Amérique latine, à l'exception notable du Mexique et de la Colombie. L'Amérique latine soutient en effet que les responsables principaux du trafic de stupéfiants ne sont pas les paysans producteurs, mais les consommateurs du Nord. De plus, certains des États andins considèrent que la feuille de coca fait partie de la culture locale, et refusent l'assimilation de celle-ci à la cocaïne, qui n'en est qu'un produit dérivé. Ainsi, le Pérou et la Bolivie négocient en 1988 un amendement à la Convention contre le trafic illicite de stupéfiants et de substances psychotropes permettant l'usage licite de celle-ci lorsqu'il est traditionnel (art. 14, §2). Le président bolivien Jaime Paz Zamora (1989-1993) lance alors la « diplomatie de la coca », s'opposant à la criminalisation des cultivateurs du Chapare, tout en extradant vers les États-Unis Luis Arce Gomez (en), l'ex-ministre de l'Intérieur de Meza Tejada, inculpé pour trafic de drogue. L'élection en 2005 d'Evo Morales à la présidence bolivienne constitue un nouveau camouflet pour la politique d'éradication de la coca prônée par Washington, tandis qu'au Mexique, la lutte contre les narcotrafiquants, entamée par Bill Clinton et Ernesto Zedillo, bascule en conflit armé dans les années 2000.

### Au Moyen-Orient
La politique étrangère des États-Unis dans la région est marquée par l'alliance stratégique avec l'Arabie saoudite concrétisée par le pacte du Quincy (1945), qui en échange d'un accès au pétrole, engage les États-Unis à protéger militairement la dynastie des Saoud. Cette alliance se révèlera d'autant plus durable que le pays se présente comme un allié de poids face à la montée des nationalismes arabes dans les années 1950-1960 soutenus par l'Union soviétique. Cette proximité se poursuit dans la lutte organisée contre l'Union soviétique dans le conflit afghan pendant laquelle la dynastie saoudienne finance les moudjahid afghans et exporte sa doctrine religieuse sous la forme du salafisme.

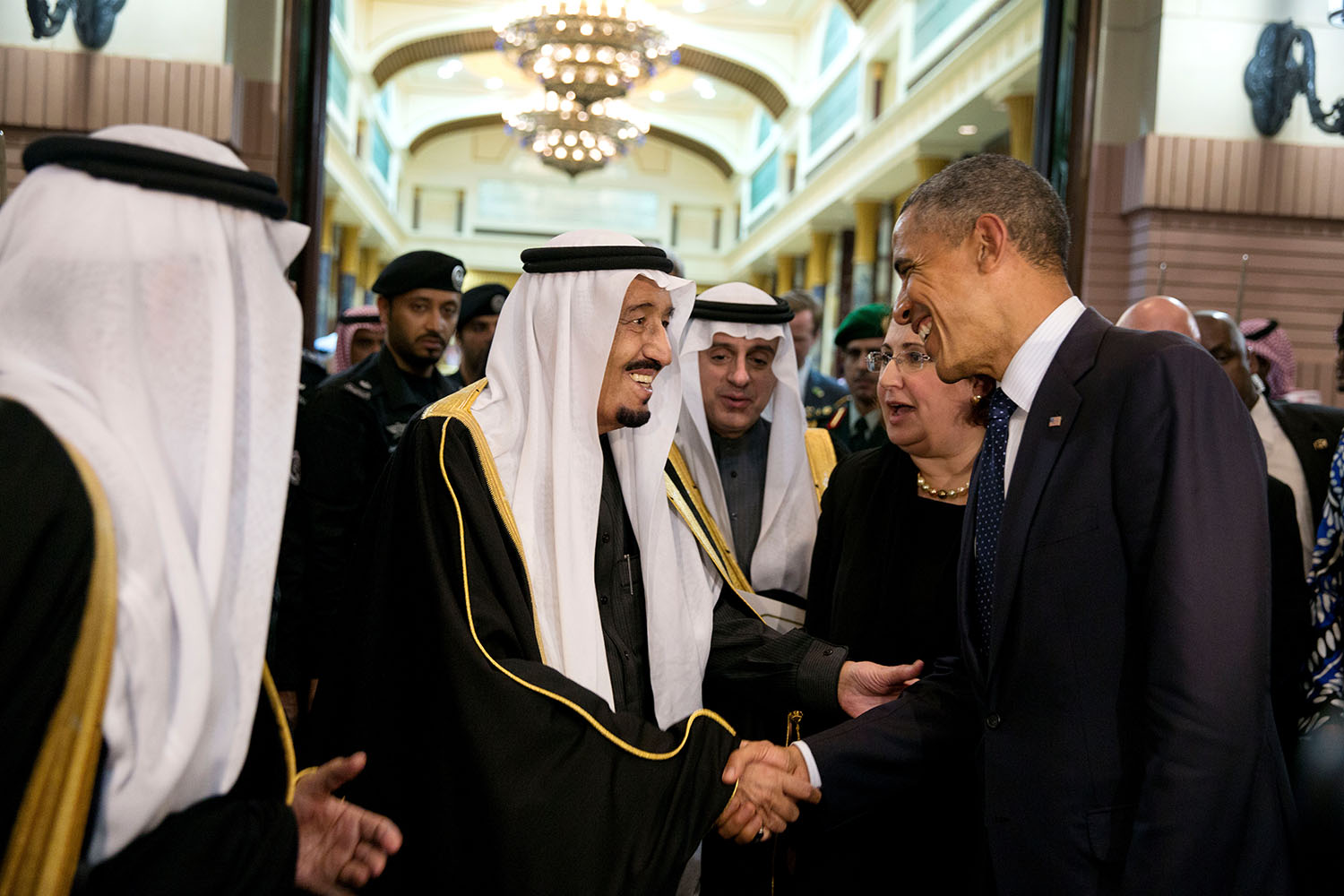
Obama et le roi d'Arabie saoudite Salmane, à Ryad, en 2015.

L'Arabie saoudite prend ses distances avec son allié américain au début des années 2010, en réponse à la non-intervention militaire du pays pendant la guerre civile syrienne et au rapprochement irano-américain qui fait suite à l'élection d'Hassan Rohani à la présidence de la république islamique d'Iran. En conséquence, l'Arabie saoudite refuse son siège obtenu par l'élection du Conseil de sécurité de l'ONU de 2013.
Les relations entre les États-Unis et Israël sont également un facteur important dans la politique étrangère du gouvernement des États-Unis au Moyen-Orient depuis 1948. Les États-Unis maintiennent avec Israël une relation de proximité et de soutien via une aide financière annuelle et des accords militaires. En dépit de cette très grande proximité, les relations entre Barack Obama et Benyamin Netanyahou sont marquées par de très fortes tensions entre les deux hommes,. Fin août 2013, malgré son influence, le lobby sioniste AIPAC échoue à convaincre le président américain d'engager des frappes en Syrie.
Ces tensions entre les deux États se manifestent notamment durant l'été 2014, lors de l'opération Bordure Protectrice. L'administration Obama est exaspérée,, bien qu'elle soutienne publiquement Israël, et elle appelle à un cessez-le-feu. Néanmoins, Le Congrès américain de son côté vote dans une majorité écrasante (395 à 8) plus d'argent pour aider l'armée israélienne,.
Le 13 avril 2021, l'administration du président américain Joe Biden a procédé à plus de 23 milliards de ventes d'armes, y compris des avions avancés F-35 et des drones armés aux ÉAU. Le 16 avril 2021, cependant, deux sénateurs démocrates, Dianne Feinstein et Bob Menendez, ont présenté un projet de loi qui pourrait empêcher les États-Unis de vendre des jets de combat F-35 aux Émirats arabes unis.
Selon la nouvelle politique, la porte est ouverte aux ventes de drones militaires aux Émirats arabes unis et à d'autres pays autoritaires. Ce, alors même qu'en juillet 2020, les démocrates progressistes du Sénat avaient présenté une législation pour renverser la décision de l'administration Trump qui souhaitait assouplir les restrictions vieilles de plusieurs décennies sur les exportations de drones militaires.
Selon une analyse des documents FARA, plus de deux douzaines d'entreprises de lobbying représentaient des clients émiratis entre 2020 et 2021. En outre, le nouveau rapport de Quincy Institute for Responsible Statecraft en 2022 ont trouvé que les clients émiratis ont dépensé plus de 64 millions de dollars pour des entreprises de lobbying au cours de la même période. Par ailleurs, le rapport a aussi constaté que les 25 entreprises de lobbying et les agents étrangers enregistrés représentant des intérêts des ÉAU avaient donné plus de 500 000 $ aux membres du Congrès qui ont été contactés au nom de leurs clients émiratis. Selon le renseignement américain, bien qu'il soit un allié politique proche, les ÉAU ont tenté de manipuler le système politique américain,.
La Human Rights Foundation a publié un rapport intitulé « Infiltrating America: How the United Arab Emirates Initiated an Unprecedented Political Interference Campaign in the United States ». Le rapport détaille diverses activités, notamment le lobbying illicite, l'infiltration de la Maison Blanche, le financement secret des laboratoire d'idées américains, les dons de haut niveau aux universités américaines, le recrutement de responsables militaires américains et l'embauche de pirates informatiques américains par le programme Project Raven (en). Les efforts des ÉAU ont été décrits comme l'une des opérations politiques et d'infiltration politiques les plus remarquables et les plus réussies aux États-Unis.
Le 18 janvier 2024, le Département du Trésor américain annonce des sanctions liées à la Russie, en se concentrant sur la Hennesea Shipping Company basée aux ÉAU et 18 de ses navires. Selon le ministère, ces navires ont participé au transport du pétrole maritime russe à des prix dépassant la limite de 60 $ par baril imposée par une coalition internationale dirigée par les États-Unis.
En octobre 2024, l'administration Biden approuve la vente de missiles Hellfire et Sidewinder, ainsi que de l'artillerie, du réservoir et des munitions de mitrailleuses à l'Arabie saoudite et aux Émirats arabes unis, évalués à plus d'un milliard de dollars et destinés à une utilisation contre les rebelles houthis au Yémen. Cette décision fait suite à la levée par Joe Biden des restrictions sur la vente d'armes offensives en août 2024

### En Asie centrale et du sud-est

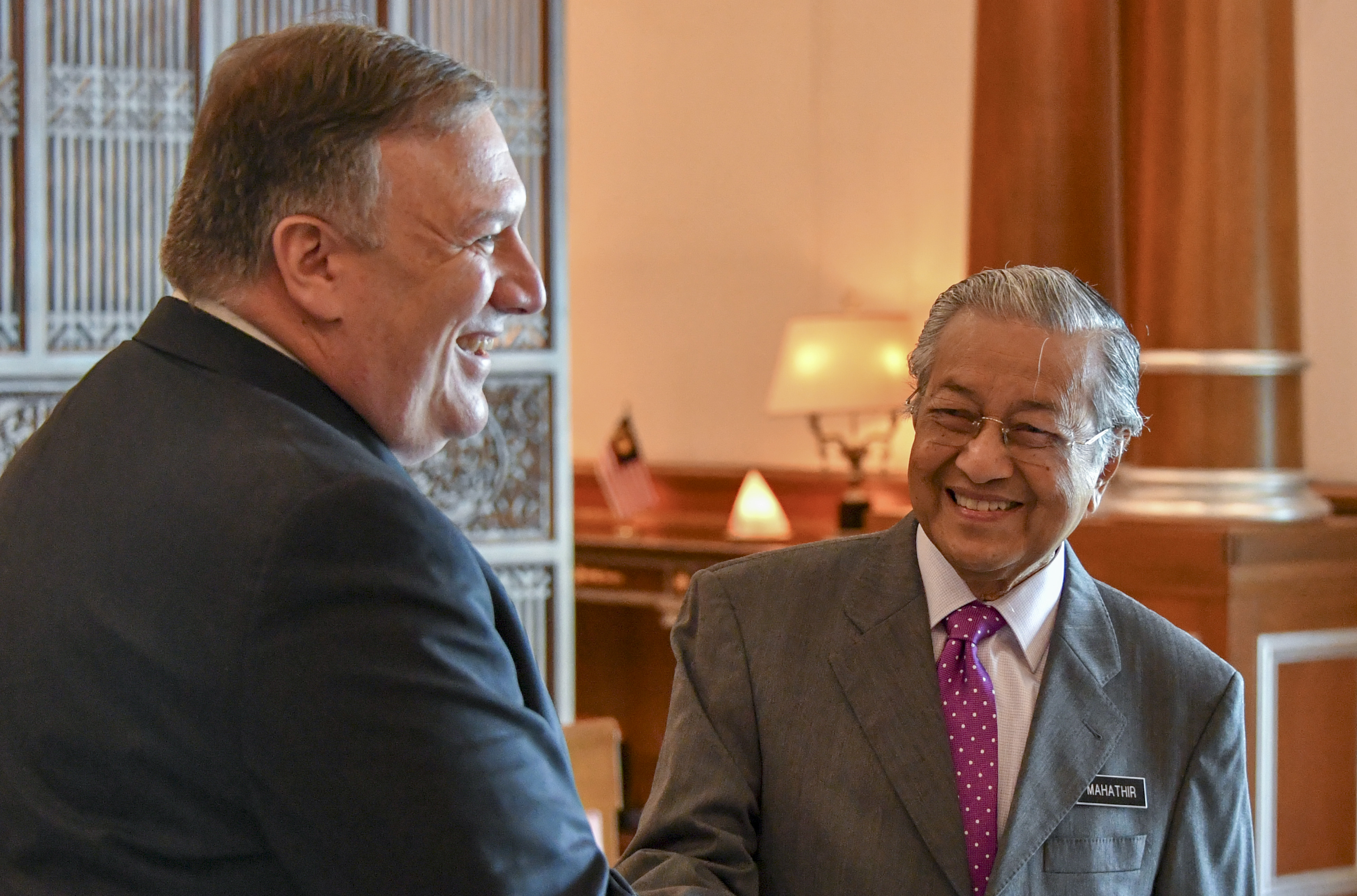
Le secrétaire d'État des États-Unis Mike Pompeo et le Premier ministre malaisien Mahathir Mohamad en 2018.

Le soutien des moudjahidines afghans lors de la guerre d'Afghanistan (« programme afghan » de la CIA, 1979-1992) se révèle en Asie centrale à double tranchant, cette politique étant accusée d'avoir favorisé l'islamisme. Les États-Unis s'engagent militairement sur le terrain après les attentats du 11 septembre 2001, George W. Bush déclarant la « guerre contre le terrorisme », une guerre mondiale, ne s'opposant pas à un État mais à des organisations terroristes, et n'ayant pas de terme prévisible. Ils envahissent d'abord l'Afghanistan, puis l'Irak, faussement accusé de poursuivre illégalement un programme nucléaire. Le conflit afghan déborde dans les régions tribales du Pakistan, les États-Unis soutenant, notamment à l'aide de drones, l'armée pakistanaise dans le conflit armé du Nord-Ouest du Pakistan. À l'automne 2009, l'administration Obama parvient à faire voter par le Congrès un plan quinquennal d'aide au Pakistan, doté d'un budget de 7,5 milliards de dollars. Assortie de conditions importantes, Washington devant superviser aussi bien l'usage des fonds que les nominations au sein de l'armée pakistanaise, la proposition d'aide fait cependant l'objet de contestations importantes par le gouvernement de Raza Gilani et les militaires pakistanais.
Le tournant majeur de l'ère Obama est la primeur donnée à la zone Asie-Pacifique dans la nouvelle politique étrangère du pays. Cette politique répond à plusieurs buts : l'endiguement de la Chine face à un système d'alliances bilatérales et la concentration des Forces armées en Asie pour étouffer le pays. Pour cela, les États-Unis disposent d'installations militaires en Corée du Sud, au Japon, en Thaïlande et à Singapour.
Le pays nord-américain a également des relations avec Taïwan, bien que celles-ci ne soient pas officielles au vu de la situation géopolitique avec la Chine.

### En Afrique
Si les États-Unis n’ont pas été une puissance colonisatrice, ils sont intervenus à plusieurs reprises dans les pays du continent noir. À partir début du XIXe siècle, les Américains ont lutté contre la traite négrière.
L’Afrique subsaharienne a été pratiquement absente de la politique extérieure des États-Unis durant le XIXe siècle et la première moitié du XXe siècle.

#### Guerre froide
À partir de 1945, tant Washington que Moscou soutiennent la décolonisation, au nom du « droit des peuples à disposer d’eux-mêmes ». En Afrique, les États-Unis est longtemps quelque peu réticente à intervenir sur la base du respect des « zones d’influence » des partenaires européens (Royaume-Uni, France, Portugal, Belgique). Mais, face au risque de prise de contrôle du continent par l’URSS, les États-Unis se substituent aux petites puissances pour gérer la décolonisation. Ainsi, Washington intervient au Congo en 1960 et finit par soutenir le général Mobutu qui, pourtant, n’était pas son favori au départ et qui grâce à un soutien militaire et l'aide financière arrivera à reconstruire le pays en trois ans (1966-1969). Dans le sud, en Angola, en Namibie et au Mozambique, les Américains interviennent très indirectement, via l’Afrique du Sud, et à partir de 1975 quand le Portugal se désengage de ses anciennes colonies, ces pays basculent dans le camp du Bloc de l'Est et soutiennent les mouvements armées d'opposition comme l'Union nationale pour l'indépendance totale de l'Angola.
Dans un contexte de retrait des petites puissances, l’action américaine repose sur le principe d’opposition à l’URSS. John Fitzgerald Kennedy instaure une "politique africaine", mais, fondamentalement, il s’agit là plus d’une politique antisoviétique que d’une véritable politique africaine. L’Afrique, à l’instar des autres régions du monde, n’est alors qu’un terrain d’affrontement. En outre, les intérêts économiques y sont relativement modestes, sauf dans quelques cas, comme en Afrique du Sud (en raison de la richesse minérale du pays) ou en Angola (où la richesse pétrolière intéresse l’entreprise américaine Gulf Oil).
Après l'indépendance, en 1975, de l'Angola, qui bascule dans la guerre civile, elle soutient l'UNITA contre le MPLA, lui-même soutenu par Cuba.
L'opération Restore Hope lancée en 1993 en Somalie pour le compte des Nations unies est un fiasco total, et conduit Washington à un moindre interventionnisme dans les années suivantes.

#### Depuis la fin de la guerre froide
L'attentats des ambassades américaines de Dar-es-Salaam et de Nairobi en 1998 marque l'émergence de la menace islamiste pour les États-Unis et les années 2000 voient un intérêt accru de ce pays pour le continent noir sur les plans économiques (pétrole dans le golfe de Guinée), humanitaire (programme contre le SIDA President's Emergency Plan for AIDS Relief et sécuritaire (mise en place du United States Africa Command en 2008, lutte contre la piraterie autour de la Corne de l'Afrique et le terrorisme dans la corne de l'Afrique et le Sahel).
Avec la fin de la guerre froide, l'axe majeur de la politique extérieure des États-Unis a été la propagation du modèle américain de capitalisme libéral. Sous l’appellation générique de consensus de Washington, le Trésor américain et le Fonds monétaire international (FMI) ont mis en œuvre un programme de libéralisation et de privatisation à l'échelle internationale, qui fut parfois imposé aux pays endettés et donc vulnérables d'Afrique et d'Amérique latine.
Le développement économique rapide de la Chine a fait de celle-ci un adversaire majeur des États-Unis. En 2011, Barack Obama annonce faire de l'Asie la priorité de la politique américaine. Dans un discours donné en 2015, il déclare : « La Chine veut écrire les règles pour la région du monde qui connait la croissance la plus rapide. Pourquoi-la laisserait-on faire ? Nous devrions écrire ces règles ». L'administration Trump poursuit cette orientation et déclenche à partir de 2018 une « guerre commerciale » contre la Chine.

## Politique économique

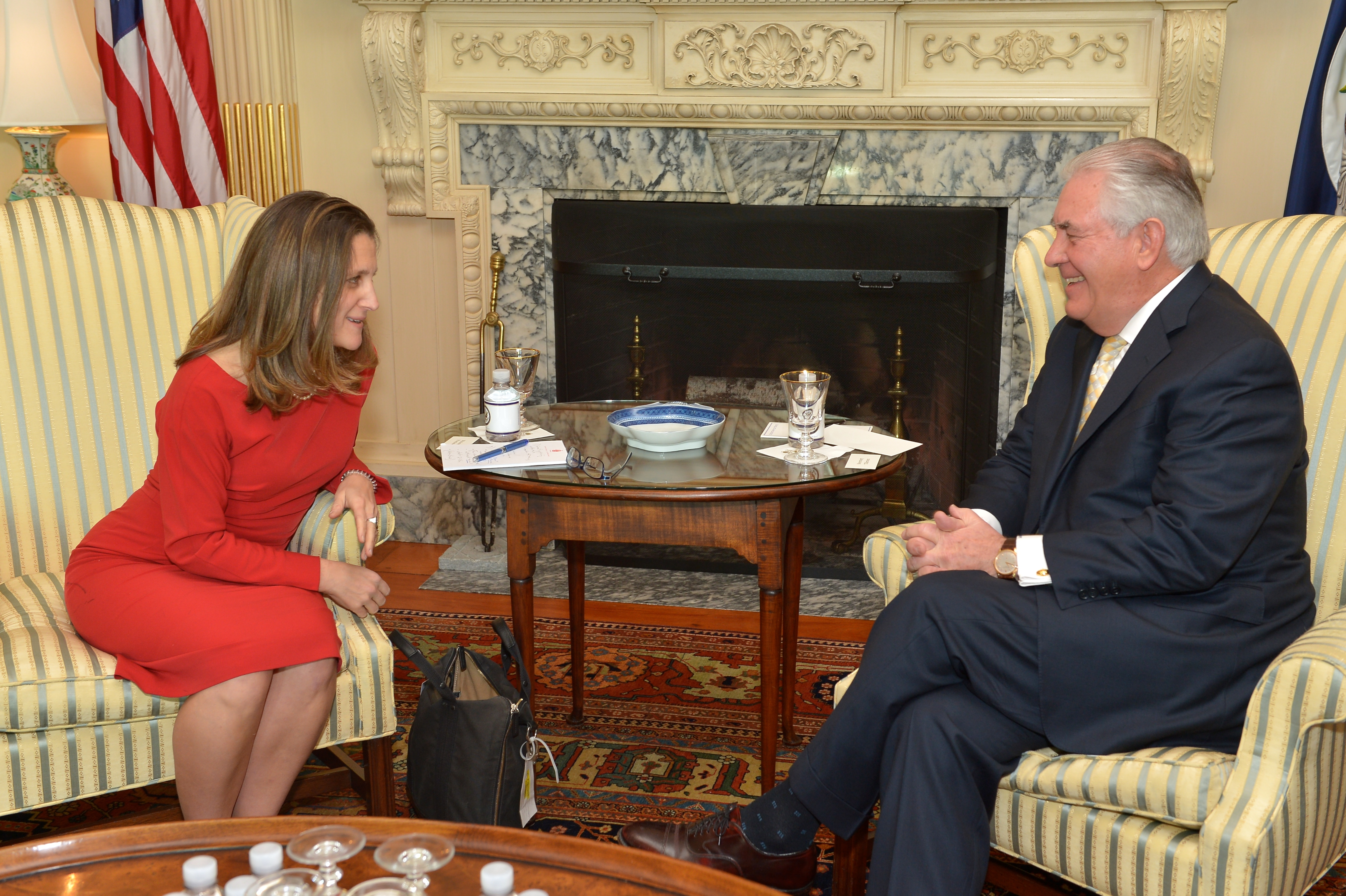
Réunion entre l'Américain Tillerson et la Canadienne Freeland en 2017, représentant des pays alliés dans le cadre de l'ALÉNA.

À la sortie de la Seconde Guerre mondiale, l'économie américaine renforce sa place de première du monde face à celle de l'Europe, épuisée par ce conflit, et devient le centre de l'économie mondiale. Les accords de Bretton Woods élaborés durant ce conflit créent le Fonds monétaire international et la banque mondiale, dont les sièges se situent dans la capitale fédérale des États-Unis.
Sous l'influence du consensus de Washington, fortement soutenu par le département du Trésor, des réformes néolibérales sont imposées à la plupart des pays d'Amérique latine. L'Accord de libre-échange nord-américain (ALENA) entre en vigueur le 1er janvier 1994, regroupant le Canada, les États-Unis et le Mexique. L'ALENA conduit à l'installation de maquiladoras à la frontière américano-mexicaine et à l'émigration de millions de travailleurs mexicains [réf. nécessaire]. Celle-ci est cependant restreinte dès le mandat de George H. W. Bush, la signature de l'ALENA en 1989 s'étant accompagnés de la sécurisation voire de la militarisation de la Tortilla Border, qui culmine dans la construction d'une barrière grillagée séparant les deux pays, alors que de plus en plus de voix s'élèvent aux États-Unis contre l'immigration hispanique, en partie sous l'influence de discours xénophobes. Au Mexique, l'ALÉNA est contesté le jour même de son entrée en vigueur par la création de l'Armée zapatiste de libération nationale (EZLN), dirigée au Chiapas par la figure charismatique du sous-commandant Marcos, soutenu par le mouvement alter-mondialiste.
L'économie du Mexique décolle et le pays se démocratise peu à peu. Succès pour les uns, tandis qu'il aggrave les inégalités selon les autres, l'ALÉNA est suivi d'une succession d'accords bilatéraux de libre échange avec différents pays d'Amérique latine et du monde (African Growth and Opportunity Act de 2000, traité avec le Chili en 2003, avec l'Australie en 2004, avec la Colombie en 2006, avec le Maroc) tandis que l'accord de Marrakech (15 avril 1994) clôt les négociations du GATT et instituent l'Organisation mondiale du commerce (OMC). L'opposition altermondialiste parvient toutefois à interrompre la négociation secrète de l'Accord multilatéral sur l'investissement (AMI) en 1998; dix ans plus tard, les États-Unis sont à la pointe des négociations opaques concernant l'Accord commercial anti-contrefaçon (ACAC), qui vise à aller au-delà des dispositions de l'ADPIC sur la propriété intellectuelle.

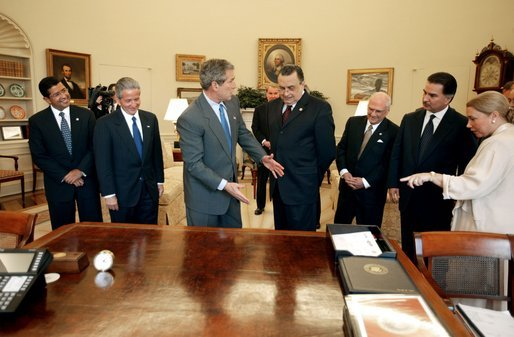
Les présidents Francisco Flores Pérez, Ricardo Maduro, George W. Bush, Abel Pacheco, Enrique Bolaños et Alfonso Portillo lors des discussions sur l'ALÉAC.

Ces accords bilatéraux sont complétés par l'ALÉAC (Accord de libre-échange entre l'Amérique centrale, les États-Unis d'Amérique et la République dominicaine), approuvé par le Sénat américain en 2005. Par ailleurs, en contrepartie avec la politique d'éradication de la coca, Washington accepte d'inclure des clauses de préférence régionale dans certains de ses accords avec les États andins (Andean Trade Preference Act de 1991, remplacé par l'Andean Trade Promotion and Drug Eradication Act de 2002).
La politique de sanctions décidée par les États-Unis à l'égard de certains pays constitue un levier de puissance économique. Au cours des années 2010, les entreprises européennes ont dû payer aux États-Unis plus de 40 milliards de dollars d’amendes pour avoir maintenu des transactions avec des pays placés sous embargos par les États-Unis (Cuba, Iran, etc). D'après le journaliste économique Jean-Michel Quatrepoint, les sanctions sont considérablement plus sévères pour les entreprises européennes que pour les entreprises américaines et visent dans certains cas, notamment en raison des puissants efforts de lobbying déployés par les entreprises américaines, à éliminer la concurrence européenne. En outre, cette politique permet à terme aux États-Unis de se réserver certains marchés.